# Pınar Toprak
 (avril 2019).
Si vous disposez d'ouvrages ou d'articles de référence ou si vous connaissez des sites web de qualité traitant du thème abordé ici, merci de compléter l'article en donnant les références utiles à sa vérifiabilité et en les liant à la section « Notes et références ».
Pınar Toprak est une compositrice turco-américaine spécialisée dans le cinéma, la télévision et les jeux vidéo.
Elle a remporté deux prix de l'International Film Music Critics Association pour The Lightkeepers (2009) et The Wind Gods (2013).

## Biographie
Pınar Toprak est née et a grandi à Istanbul, en Turquie, où elle a commencé son éducation musicale classique à l'age de cinq ans. Après des études dans la composition et sur des instruments au conservatoire, elle s'installe à Chicago pour étudier le jazz, puis à Boston. Elle a rejoint la société de production musicale Media Ventures International (actuellement connue sous le nom de Remote Control Productions), domicile du légendaire compositeur de films Hans Zimmer.
Elle est connue pour avoir composé le score du film Captain Marvel, mais également celui de la série Krypton et d'un court-métrage Pixar, Purl.

## Filmographie

### Courts métrages
- 2004 : Hold The Rice d'Alfonso Pineda Ulloa
- 2004 : Headbreaker d'Alfonso Pineda Ulloa
- 2007 : In the Name of the Son de Harun Mehmedinović
- 2007 : Fall Down Dead de Jon Keeyes
- 2012 : Restos d'Alfonso Pineda Ulloa
- 2019 : Purl de Kristen Lester

### Cinéma
- 2005 : When All Else Fails de David Ellison
- 2006 : Behind Enemy Lines II: Axis of Evil de James Dodson
- 2007 : Daydreamer de Brahman Turner
- 2007 : Sinner de Marc Benardout
- 2007 : Say It in Russian de Jeff Celentano
- 2008 : Ocean of Pearls de Sarab Singh Neelam
- 2009 : The Crimson Mask d'Elias Plagianos
- 2009 : Breaking Point de Jeff Celentano
- 2009 : The Lightkeepers de Daniel Adams
- 2011 : Last Will de Brent Huff
- 2011 : The River Murders de Rich Cowan
- 2011 : Girls! Girls! Girls! de Shana Betz, Beth Grant, Tracie Laymon, Jennifer Lynch, Barbara Stepansky et America Young
- 2012 : Vamperifica de Bruce Ornstein
- 2012 : How to Have a Happy Marriage de Jennifer Lynch
- 2013 : The Wind Gods de Fritz Mitchell
- 2015 : The Challenger de Kent Moran
- 2015 : The Curse of Downers Grove de Derick Martini
- 2015 : In Utero de Kathleen Man Gyllenhaal
- 2017 : The Monster Project de Victor Mathieu
- 2018 : The Angel de Ariel Vromen
- 2019 : Captain Marvel d'Anna Boden et Ryan Fleck
- 2019 : Skyfire de Simon West
- 2022 : Le Secret de la Cité perdue (The Lost City) d'Aaron et Adam Nee
- 2022 : La Petite Nemo et le Monde des rêves (Slumberland) de Francis Lawrence
- 2022 : Shotgun Wedding de Jason Moore
- 2023 : La Pat' Patrouille : La Super Patrouille, le film (PAW Patrol: The Mighty Movie) de Cal Brunker

### Télévision

#### Séries télévisées
- 2016 : Falling Water
- 2018-2019 : Krypton
- 2020-2022 : Stargirl

#### Téléfilms
- 2008 : Beyond Loch Ness
- 2008 : Ogre
- 2008 : Ba'al
- 2009 : Wyvern
- 2010 : Mongolian Death Worm
- 2010 : Medium Raw: Night of the Wolf

### Jeux vidéo
- 2006 : Ninety-Nine Nights
- 2017 : Fortnite (musiques additionnelles)
- 2023 : Avatar: Frontiers of Pandora